# Planjane
Pllanjan en albanais et Planjane en serbe latin (en serbe cyrillique : Плањане) est un village du Kosovo situé dans la commune/municipalité de Prizren et dans le district de Prizren/Prizren. Selon le recensement kosovar de 2011, elle compte 1 104 habitants.

## Histoire
Planjane est mentionné pour la première fois en 1348 dans une charte adressée par l'empereur Dušan au monastère de Hilandar. En 1397, la princesse Milica fit construire dans le village un métoque du monastère de Dečani. À son emplacement, en 1868, fut édifiée une église dédiée à la Nativité-de-la-Mère-de-Dieu, qui abrite une importante collection d'icônes allant du XVIIe au XIXe siècle.

## Démographie

### Évolution historique de la population dans la localité
| 1948 | 1953 | 1961 | 1971 | 1981 | 1991  | 2011  |
| ---- | ---- | ---- | ---- | ---- | ----- | ----- |
| 710  | 777  | 806  | 910  | 912  | 1 081 | 1 104 |

|  |

### Répartition de la population par nationalités (2011)
En 2011, les Bosniaques représentaient 97,83 % de la population.